# Das Schachspiel

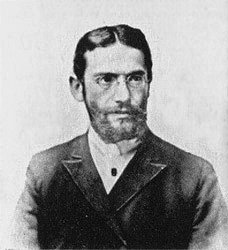
Siegbert Tarrasch

Das Schachspiel ist der Titel eines 1931 bei der Deutschen Buchgemeinschaft veröffentlichten Sachbuches von Siegbert Tarrasch über das Schachspiel. Der Untertitel lautet Systematisches Lehrbuch für Anfänger und Geübte. In der Erstauflage hatte es 483 Seiten und einen halbledernen Einband. Das Buch gilt als Klassiker der Schachliteratur.
Das Schachspiel ist Tarraschs letztes und zugleich erfolgreichstes Buch. Von der Erstauflage wurden über 16.000 Exemplare verkauft. Mit einer Gesamtauflage von 130.000 Exemplaren gilt es als eines der erfolgreichsten deutschen Schachbücher. In den Auflagen ab 1964 wurden von Rudolf Teschner Aktualisierungen im Bereich der Eröffnungstheorie vorgenommen, wobei jedoch andere Teile gekürzt wurden. 1973 erschien es erstmals als Taschenbuch im Rowohlt Verlag. Tarrasch wandte sich an Anfänger wie fortgeschrittene Spieler und versuchte, ein einzigartiges Lehrbuch zu schaffen, das sich von den anderen seiner Zeit absetzt. Auch Tarraschs bekannter Ausspruch „Schach hat wie die Liebe, wie die Musik die Fähigkeit, den Menschen glücklich zu machen“ ist im Vorwort des Buches enthalten.
Das Buch gliedert sich in drei Hauptteile. Zunächst erläutert Tarrasch die Anfangsgründe und das Endspiel, dann das Mittelspiel und zuletzt die Eröffnung. Diese Gliederung begründet er mit seiner Überzeugung, dass man als Anfänger zunächst die theoretischen Grundlagen vollständig beherrschen müsse, und „Partiespielen im Anfängerstadium (...) der sichere Weg zur Stümperschaft“ sei. Erst ganz am Schluss stellt er sieben kommentierte Partien aus der Meisterpraxis vor.
Das Buch wurde für seinen als übertrieben geltenden Dogmatismus kritisiert. Dies galt insbesondere für einige seiner Einschätzungen in Bezug auf Eröffnungen. So hielt Tarrasch beispielsweise die Französische Verteidigung und die Slawische Verteidigung für unzulänglich, und die Verteidigung des Gambitbauern im Königsgambit durch 3. … g7–g5 sogar für selbstmörderisch. In den späteren, bearbeiteten Auflagen wurden Änderungen am ursprünglichen Text nicht kenntlich gemacht.
Zum Zeitpunkt der Veröffentlichung des Buches gehörte Tarrasch noch zur Weltspitze, obwohl er seine größten Erfolge lange hinter sich hatte. Er veröffentlichte um dieselbe Zeit auch Tarraschs Schachzeitung, die er bis zu seinem Tod 1934 führte. Diese wurde in einem Nachruf als „aktuelles Schachlehrbuch mit Fortsetzungen“ charakterisiert. Als Tarraschs Grund für das Schreiben von Buch und Zeitschrift wurde dort Idealismus angegeben.
1935 wurde es als erstes von Tarraschs Büchern ins Englische übersetzt, dabei wurden einige zusätzliche Beispiele eingefügt. Auch die Übersetzung verkaufte sich gut, sie wurde 1938 und 1942 nachgedruckt.